# Vion, Sarthe

Vion este o comună în departamentul Sarthe, Franța. În 2009 avea o populație de 1,395 de locuitori.